# Escova (electricidade)

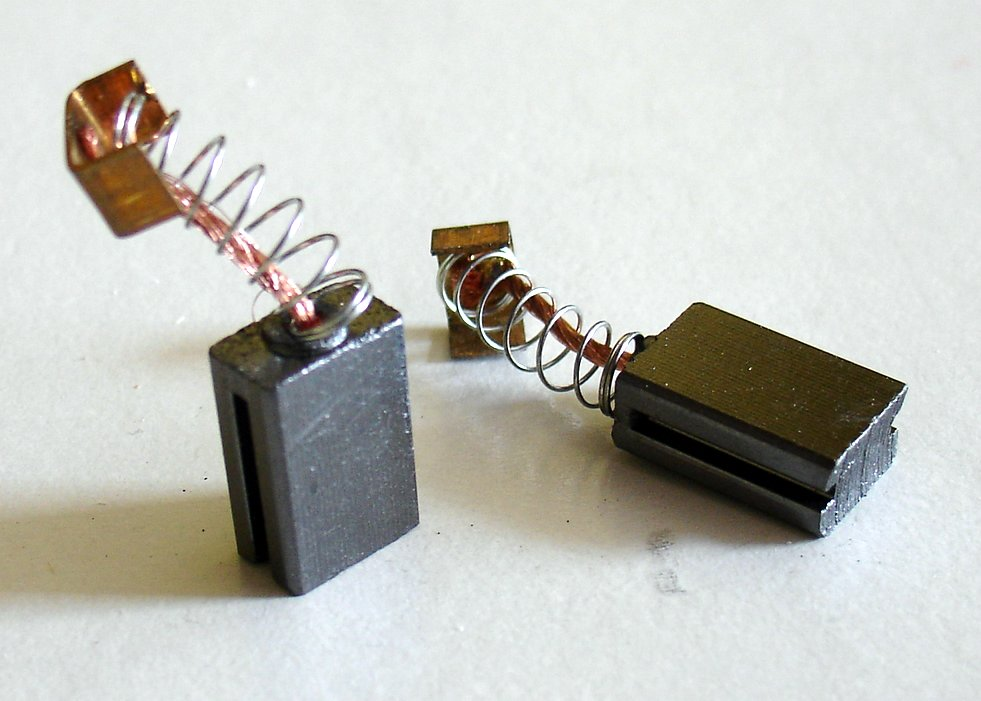
Escovas.

Em eletricidade, é frequentemente necessário estabelecer uma conexão elétrica entre uma parte estática e uma parte rotativa num dispositivo. Este é o caso dos motores ou geradores elétricos, onde se deve estabelecer uma conexão da parte estática da máquina com as bobinas do rotor. 
Para realizar esta conexão, fixam-se dois anéis no eixo de rotação, geralmente de cobre, isolados da eletricidade do eixo e conectados aos extremos da bobina rotatória. Em frente dos anéis dispõem-se blocos de carbono, que, por meio de umas molas, fazem pressão sobre os blocos para estabelecer o contacto elétrico necessário. Estes blocos de carbono denominam-se de escovas e os anéis rotativos recebem o nome de coletor.
Em determinado tipo de máquinas eletromagnéticas, como os motores ou geradores de corrente contínua, os anéis do coletor estão divididos em duas ou mais partes, isoladas umas das outras e conectadas a uma ou mais bobinas. Neste caso, cada uma das partes em que está dividido o coletor denomina-se delga. 
Devido ao atrito que se originado pela rotação do dispositivo, produz-se um desgaste e as escovas devem ser substituídas periodicamente. De modo a resolver este problema, inventaram-se os motores elétricos sem escovas. 

## História

Interruptor com escovas.

É curioso o facto de que um elemento com estrutura poliédrica seja denominado de escova, pois associamos sempre o termo escova a algo filamentoso. Na realidade, a escova surgiu como resultado de um problema que se apresentou quando as primeiras máquinas elétricas foram desenvolvidas. O problema que resolveriam seria o transporte de uma corrente elétrica desde uma massa rotativa a uma massa estática (o que se conhece hoje em dia como rotor e estator).
O primeiro elemento que se utilizou para levar corrente elétrica de uma massa rotativa a uma massa estática foi, precisamente, uma vassoura, uma trincha. O inventor, pegou num cabo com uma série de filamentos metálicos, como limalhas de fundição, agrupou-os com um anel metálico, como um pincel de barba, e colocou-os em contacto com uma superfície energizada, o anel que roça num gerador de corrente alternada rudimentar. Daí o seu nome original em inglês ser brush, nome que correspondia exatamente ao elemento que se tinha inventado. Esta solução acabou por ser relativamente prática para máquinas pequenas e máquinas lentas. Mas à medida que as potências dos geradores aumentavam, a trincha de pêlos metálicos era descartada, pois estes sobreaqueciam, fundiam-se rapidamente e quebravam. Por esta razão houve a necessidade de passar a um material mais resistente.
Chega-se então ao que é uma escova para máquinas elétricas, que se define primeiro como uma escova-condutora de corrente. Um elemento mecânico e elétrico cuja missão é transferir corrente de intensidade variável entre a massa rotativa e o seu circuito externo de alimentação ou utilização.
O primeiro erro cometido foi pensar na utilização de um material condutor. Pensou-se em escovas de cobre, ferro e bronze, as quais fizeram muito bem o seu trabalho como condutores, mas não eram bons materiais em relação ao atrito uma vez que, devido ao alto coeficiente de atrito existente entre duas superfícies metálicas, ambas se deterioravam rapidamente. Devido ao rápido desgaste dos anéis, as chamadas "escovas metálicas" foram afastadas.
Como conseguinte inverteu-se a análise. Foi preciso procurar primeiro um bom material resistente ao atrito que tivesse condições aceitáveis como condutor. Depois de muitas avaliações chegou-se a um material sólido como o carbono. Nesse momento era um carbono amorfo, com características muito diferentes às que se conhecem hoje em dia. Porém, a ideia persistiu até à atualidade (2014) porque a estrutura molecular do carbono é excelente para a fricção. O certo é que este se deteriora com o tempo e desgasta também o coletor, embora tenha que passar um período de tempo muito prolongado para que isto aconteça. .
A estrutura molecular da grafite lembra a forma de um livro. São moléculas hexagonais dispostas em forma de lâminas como se de um livro se tratasse e é muito fácil retirar as suas camadas externas. Isto pode ser comprovado se segurarmos numa escova e passarmos lá o dedo; a camada desprende-se muito facilmente. Esta característica converte este material num excelente candidato para a fricção.
O carbono é um material Auto lubrificado, que não ataca a superfície sobre a que roça e não se desgasta rapidamente. A grafite ou carbono não é um excelente condutor de eletricidade, no entanto, pode intervir-se elétrica e quimicamente de modo a convertê-lo num condutor de eletricidade "satisfatório" ou "bom" condição que resulta de um valor incalculável de quanto tempo depois chega à máquina de corrente continua.
O desenvolvimento das máquinas elétricas potencializou que se desenvolvessem também os diversos materiais para o fabrico de escovas. Ou seja, se a primeira máquina foi o gerador de corrente alternada, no futuro apareceria o próprio motor de corrente alternada. A aparição da corrente contínua com o seu gerador, o seu motor e uma série de desenvolvimentos como a Máquina Fracionária Universal e os motores de corrente alternada com velocidade variável, ou o mesmo motor de indução com rotor bobinado que apresenta uma série de desafios para as escovas, obrigou os fabricantes a desenvolver graus especiais e inovações contínuas neste campo.
As ferrovias, na maioria dos países, adotaram motores de corrente contínua com unidades conversoras, quer seja em subestações ou num comboio. As máquinas laminadoras e as de tração elétrica utilizadas nas minas de carbono requerem frequentemente a alimentação em corrente contínua, que também oferece vantagens na propulsão marítima e em instalações auxiliares. Em suma, o desenvolvimento no design e controlo das máquinas de corrente contínua torna-as extremamente úteis para todo o tipo de trabalhos.
O funcionamento satisfatório das máquinas de corrente contínua deve-se, em grande parte, ao uso de escovas de carbono especiais com uma correta graduação, e dos pólos de comutação. O estudo das escovas de carbono e da sua correta aplicação nas máquinas modernas é de grande importância para todos os utilizadores de maquinaria elétrica.
A correta aplicação e seleção de escovas, juntamente com a manutenção adequada, traduz-se na melhoria do rendimento da máquina e na redução dos custos de paragens.